# توم بارلو (لاعب كرة قدم)
توم بارلو (بالإنجليزية: Tom Barlow)‏ هو لاعب كرة قدم أمريكي في مركز الهجوم، ولد في 8 يوليو 1995 في سانت لويس في الولايات المتحدة. لعب مع ريدينغ يونايتد إيسي ونيو يورك ريد بولز 2.

## وصلات خارجية
- توم بارلو (لاعب كرة قدم) على موقع الدوري الأمريكي (الإنجليزية)
- توم بارلو (لاعب كرة قدم) على موقع قاعدة بيانات كرة القدم.إي يو (الإنجليزية)
- توم بارلو (لاعب كرة قدم) على موقع Soccerway.com (الإنجليزية)